# يوسف عبدلكي
يوسف عبدلكي
يوسف عبدلكي (بالسريانية: ܝܘܣܦ ܥܒܕܠܟܗ)‏ فنان تشكيلي سوري ولد في القامشلي عام 1951 وحاصل على إجازة من كلية الفنون الجميلة بدمشق عام 1976 وعلى دبلوم حفر من المدرسة الوطنية العليا للفنون الجميلة في باريس عام 1986 ثم الدكتوراه من جامعة باريس الثامنة عام 1989.

## الأعمال
أقام أول معارضة الفردية عام 1973 في دمشق، كما أقام العديد من المعارض في تونس والقاهرة والأردن وبيروت والشارقة ودبي...، ويقتني المتحف البريطاني في لندن أربعة أعمال له (عملين من عام 1993 وعملين من عام 2004) ومتحف معهد العالم العربي في باريس عملين (1990 و1995) ومتحف دينه لي باين (Digne-Les-Bains Museum) بفرنسا عملين من عام 1986 كما يقتني متحف الكويت الوطني أربعة من أعماله (2004) في حين يقتني متحف عمان للفن الحديث عملاً من أعماله الفنية (من عام 2003)
بدأ عمله في الكاريكاتير منذ سنة 1966 م، وكان ذلك بتشجيع من والده الذي أحب العمل السياسي التي أدت لاعتقاله بين العامين 1978 م و1980 م بسبب مواقفه السياسية. كذلك رسم للأطفال في كتب للأطفال وفي مجلات للأطفال وشارك في عدة تظاهرات الرسوم الكاريكاتورية.
يعد يوسف عبدلكي اليوم من أشهر فناني الحفر عند العرب، وأبرز فناني الجرافيك وتصميم الملصقات والأغلفة، والشعارات، كما يعدّ من الفنانين المهمين في مجال الكاريكاتير كما صدرت له عدة دراسات في الكاريكاتير العربي.
يعتبر يوسف عبدلكي من الفنانين السوريين الناشطين والمخلصين لوطنه سورية إذ لابد ان يقوم من حين لآخر بعمل معارض فنية في دمشق، كان أخرها في خان أسعد باشا الرائع وسط دمشق القديمة ويشارك بفعالية وتميز في الفعاليات الفنية السورية. عاد عام 2005 م إلى سوريا بعد أن غاب عنها ربع قرن. وفي 18 يوليو 2013 أُوقف في مدينة طرطوس في أعقاب توقيعه على وثيقة تطالب بتنحي الرئيس بشار الأسد، إلا أن السلطات السورية أفرجت عنه لاحقًا في 22 أغسطس 2013، وقد نقلت وكالة رويترز عن أحد أفراد أسرته قوله إنه يتواجد الآن مع أصدقائه في دمشق.